# الیزابت هارتمن
الیزابت هارتمن (انگلیسی: Elizabeth Hartman؛ ۲۳ دسامبر ۱۹۴۳ – ۱۰ ژوئن ۱۹۸۷) یک هنرپیشه اهل ایالات متحده آمریکا بود. وی بین سال‌های ۱۹۶۴ تا ۱۹۸۲ میلادی فعالیت می‌کرد.

## بخشی از فیلمشناسی

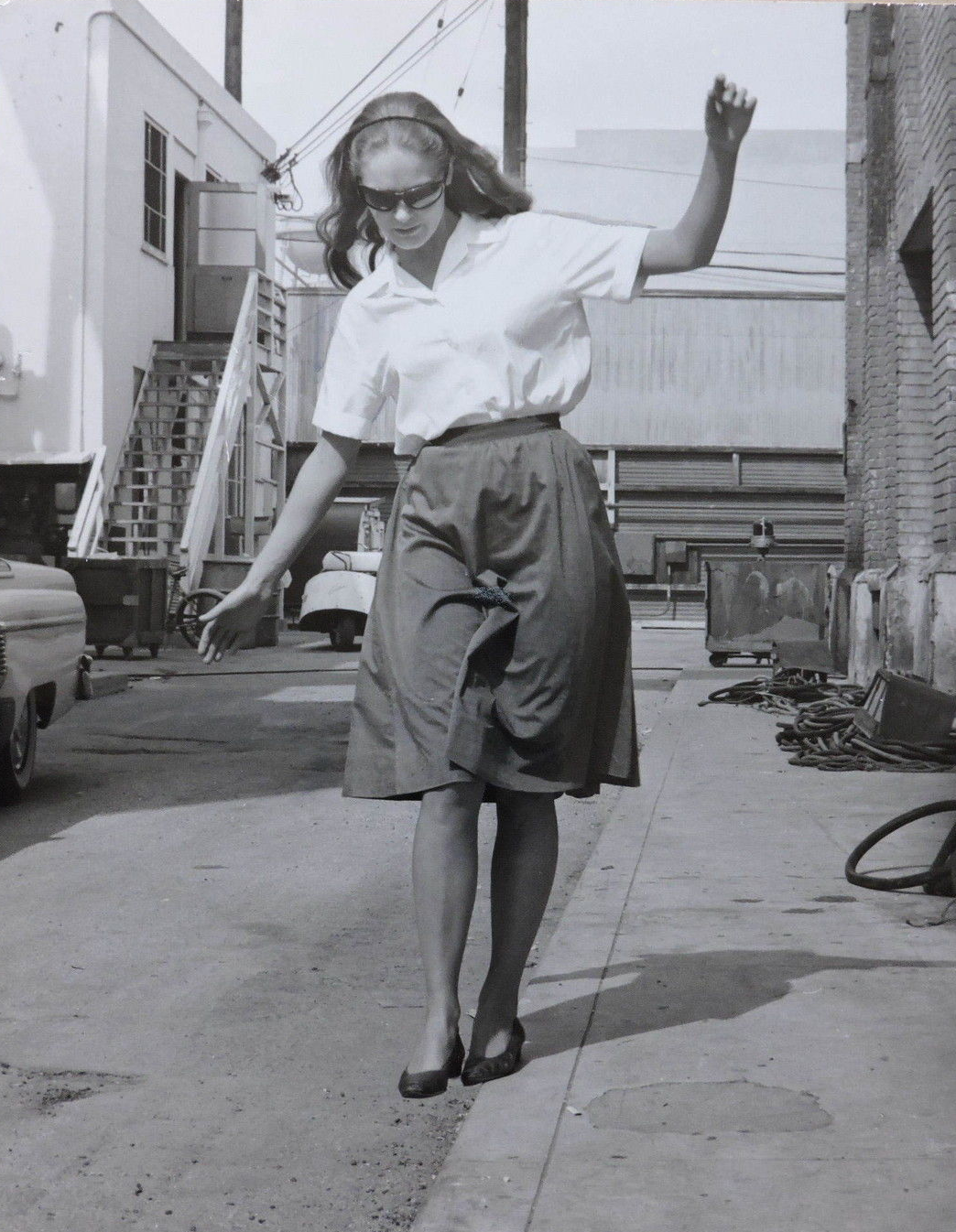
هارتمن در سال ۱۹۶۵ میلادی

از فیلم‌ها یا برنامه‌های تلویزیونی که وی در آن نقش داشته است می‌توان به آثار زیر اشاره کرد.
- تکه‌ای آبی (۱۹۶۵)
- گروه (فیلم ۱۹۶۶) (۱۹۶۶)
- تعمیرکار (فیلم) (۱۹۶۸)
- فریب‌خورده (فیلم ۱۹۷۱) (۱۹۷۱)
- سربلند (فیلم ۱۹۷۳) (۱۹۷۳)
- راز نیمح (۱۹۸۲)
- [[]]نایت گالری (۱۹۷۱)